# Luchsee
Luchsee este o arie protejată (arie specială de conservare — SAC, sit de importanță comunitară — SCI) din Germania întinsă pe o suprafață de 113,13 ha, integral pe uscat.

## Localizare
Centrul sitului Luchsee este situat la coordonatele 52°02′40″N 13°47′48″E / 52.0444°N 13.7967°E.

## Înființare
Situl Luchsee a fost declarat sit de importanță comunitară în februarie 1999 pentru a proteja 4 specii de animale. Situl a fost protejat și ca arie specială de conservare în octombrie 1990.

## Biodiversitate
Situată în ecoregiunea continentală, aria protejată conține 3 habitate naturale: Lacuri și iazuri distrofice naturale, Mlaștini turboase de tranziție și turbării mișcătoare, Depresiuni pe substraturi de turbă de Rhynchosporion.
La baza desemnării sitului se află mai multe specii protejate:
- mamifere (2): liliac cârn (Barbastella barbastellus), liliac cu urechi mari (Myotis bechsteinii)
- nevertebrate (2): libelule (Leucorrhinia pectoralis), rădașcă (Lucanus cervus)

Pe lângă speciile protejate, pe teritoriul sitului au mai fost identificate 2 specii de plante.